# Флаги Свердловской области
Список флагов муниципальных образований Свердловской области Российской Федерации.
Все муниципальные образования Свердловской области имеют утверждённые флаги.
На 1 января 2020 года в Свердловской области насчитывалось 94 муниципальных образования — 68 городских округов, 5 муниципальных районов, 5 городских и 16 сельских поселений.

## Флаги городских округов
| Флаг | Наименование                                         | Дата утверждения                       | Номер в ГГР |
| ---- | ---------------------------------------------------- | -------------------------------------- | ----------- |
|      | Флаг муниципального образования «город Екатеринбург» | 24 июня 2008                           | 4023        |
|      | Флаг муниципального образования город Алапаевск      | 28 августа 2008                        | 4422        |
|      | Флаг муниципального образования Алапаевское          | 31 августа 2009                        | 5563        |
|      | Флаг Арамильского городского округа                  | 28 марта 2002 15 декабря 2005          | 1021        |
|      | Флаг Артёмовского городского округа                  | 26 сентября 2002 26 февраля 2009       | 1038        |
|      | Флаг Артинского городского округа                    | 17 июля 2003 1 ноября 2012             | 1312        |
|      | Флаг Асбестовского городского округа                 | 24 сентября 2002 26 июля 2012          | 1036        |
|      | Флаг Ачитского городского округа                     | 14 июля 2003 30 марта 2011             | 1270        |
|      | Флаг Белоярского городского округа                   | 29 марта 2006                          | 2212        |
|      | Флаг Берёзовского городского округа                  | 27 августа 2003                        | 1314        |
|      | Флаг Бисертского городского округа                   | 18 октября 2007                        | 3653        |
|      | Флаг городского округа Богданович                    | 10 ноября 2005 1 января 2006           | 2069        |
|      | Флаг городского округа Верх-Нейвинский               | 29 сентября 2005                       | 1981        |
|      | Флаг городского округа Верхнее Дуброво               | 14 февраля 2002 27 сентября 2012       | 1083        |
|      | Флаг Верхнесалдинского городского округа             | 15 июня 2005                           | 1999        |
|      | Флаг городского округа Верхний Тагил                 | 30 января 2008                         | 3773        |
|      | Флаг городского округа Верхняя Пышма                 | 27 декабря 2001                        | 1082        |
|      | Флаг городского округа Верхняя Тура                  | 2 сентября 2002 21 ноября 2007         | 1070        |
|      | Флаг городского округа Верхотурский                  | 21 октября 2002 13 февраля 2013        | 1101        |
|      | Флаг Волчанского городского округа                   | 25 ноября 2004 23 августа 2012         | 1691        |
|      | Флаг Гаринского городского округа                    | 26 июня 2008                           | 4417        |
|      | Флаг Горноуральского городского округа               | 25 июня 2004 24 сентября 2008          | 1561        |
|      | Флаг городского округа Дегтярск                      | 17 декабря 2002 28 августа 2012        | 1139        |
|      | Флаг городского округа Заречный                      | 14 июня 2001 28 мая 2009               | 782         |
|      | Флаг Ивдельского городского округа                   | 26 апреля 2007                         | 3357        |
|      | Флаг муниципального образования город Ирбит          | 21 июня 2001 30 августа 2012           | 780         |
|      | Флаг Ирбитского муниципального образования           | 28 марта 2007                          | 3284        |
|      | Флаг Каменск-Уральского городского округа            | 7 июля 1999 28 мая 2008 27 января 2021 | 595         |
|      | Флаг Каменского городского округа                    | 3 июля 2003 17 апреля 2008             | 1266        |
|      | Флаг Камышловского городского округа                 | 12 сентября 2019                       |             |
|      | Флаг городского округа Карпинск                      | 30 сентября 2004 6 сентября 2012       | 1601        |
|      | Флаг Качканарского городского округа                 | 24 января 2002 16 февраля 2012         | 1086        |
|      | Флаг Кировградского городского округа                | 28 апреля 2004 21 декабря 2005         | 1467        |
|      | Флаг городского округа Краснотурьинск                | 26 декабря 2003 30 сентября 2009       | 1422        |

| Флаг | Наименование                                        | Дата утверждения                 | Номер в ГГР |
| ---- | --------------------------------------------------- | -------------------------------- | ----------- |
|      | Флаг городского округа Красноуральск                | 3 марта 2006                     | 2210        |
|      | Флаг городского округа Красноуфимск                 | 29 марта 2002 25 июня 2009       | 1028        |
|      | Флаг Красноуфимского округа                         | 29 августа 2002 31 октября 2019  | 1030        |
|      | Флаг Кушвинского городского округа                  | 3 февраля 2005 2 декабря 2007    | 1780        |
|      | Флаг городского округа «Город Лесной»               | 21 января 2009                   | 4665        |
|      | Флаг Малышевского городского округа                 | 24 января 2008                   | 3769        |
|      | Флаг Махнёвского муниципального образования         | 6 апреля 2009                    | 4758        |
|      | Флаг Невьянского городского округа                  | 30 мая 2001 24 августа 2005      | 805         |
|      | Флаг муниципального образования город Нижний Тагил  | 27 июня 2006                     | 2485        |
|      | Флаг городского округа Нижняя Салда                 | 24 апреля 2003 18 марта 2010     | 1234        |
|      | Флаг Нижнетуринского городского округа              | 19 мая 2004 23 ноября 2012       | 1465        |
|      | Флаг Новолялинского городского округа               | 11 декабря 2004 2 февраля 2006   | 1740        |
|      | Флаг Новоуральского городского округа               | 30 июня 2010                     | 6384        |
|      | Флаг городского округа Пелым                        | 30 июня 2006                     | 2483        |
|      | Флаг городского округа Первоуральск                 | 24 января 2002 30 августа 2012   | 1085        |
|      | Флаг Полевского городского округа                   | 31 января 2008                   | 3934        |
|      | Флаг Пышминского городского округа                  | 30 августа 2007                  | 3526        |
|      | Флаг городского округа Ревда                        | 29 мая 2002 31 октября 2012      | 1084        |
|      | Флаг Режевского городского округа                   | 29 января 2003 20 декабря 2012   | 1162        |
|      | Флаг городского округа Рефтинский                   | 4 ноября 2002                    | 1098        |
|      | Флаг городского округа ЗАТО Свободный               | 28 мая 2014                      | 1339        |
|      | Флаг Североуральского городского округа             | 29 октября 2003 16 ноября 2005   | 1356        |
|      | Флаг Серовского городского округа                   | 31 августа 2004 28 августа 2012  | 1590        |
|      | Флаг Сосьвинского городского округа                 | 27 декабря 2001 10 ноября 2005   | 1087        |
|      | Флаг городского округа Среднеуральск                | 26 декабря 2003                  | 1420        |
|      | Флаг городского округа Староуткинск                 | 10 ноября 2005                   | 2074        |
|      | Флаг городского округа Сухой Лог                    | 26 июля 2001                     | 807         |
|      | Флаг Сысертского городского округа                  | 29 октября 2002 29 мая 2008      | 1117        |
|      | Флаг Тавдинского городского округа                  | 24 апреля 2003 30 сентября 2005  | 1171        |
|      | Флаг Талицкого городского округа                    | 31 мая 2001 17 апреля 2008       | 992         |
|      | Флаг Тугулымского городского округа                 | 8 сентября 2004 24 апреля 2009   | 1572        |
|      | Флаг Туринского городского округа                   | 26 сентября 2002 22 августа 2012 | 1042        |
|      | Флаг муниципального образования «посёлок Уральский» | 26 марта 2003                    | 1231        |
|      | Флаг Шалинского городского округа                   | 15 мая 2003                      | 1248        |

## Флаги муниципальных районов
| Флаг | Наименование                                | Дата утверждения            | Номер в ГГР |
| ---- | ------------------------------------------- | --------------------------- | ----------- |
|      | Флаг Байкаловского муниципального района    | 12 июля 2000 27 июля 2006   | 784         |
|      | Флаг Камышловского муниципального района    | 19 июня 2008                | 4221        |
|      | Флаг Нижнесергинского муниципального района | 7 июня 2001 24 октября 2005 | 786         |

| Флаг | Наименование                                  | Дата утверждения | Номер в ГГР |
| ---- | --------------------------------------------- | ---------------- | ----------- |
|      | Флаг Слободо-Туринского муниципального района | 13 апреля 2007   | 3359        |
|      | Флаг Таборинского муниципального района       | 21 июля 2008     | 4429        |

## Флаги городских поселений
| Флаг | Наименование                                         | Дата утверждения | Номер в ГГР |
| ---- | ---------------------------------------------------- | ---------------- | ----------- |
|      | Флаг муниципального образования рабочий посёлок Атиг | 6 июня 2007      | 3438        |
|      | Флаг городского поселения Верхние Серги              | 13 декабря 2007  | 3775        |
|      | Флаг Дружининского городского поселения              | 9 августа 2007   | 3524        |

| Флаг | Наименование                                  | Дата утверждения | Номер в ГГР |
| ---- | --------------------------------------------- | ---------------- | ----------- |
|      | Флаг Михайловского муниципального образования | 17 февраля 2005  | 1827        |
|      | Флаг Нижнесергинского городского поселения    | 28 февраля 2008  | 4219        |

## Флаги сельских поселений
| Флаг | Наименование                                                                  | Дата утверждения | Номер в ГГР |
| ---- | ----------------------------------------------------------------------------- | ---------------- | ----------- |
|      | Флаг Баженовского сельского поселения Байкаловского муниципального района     | 2 апреля 2009    | 4752        |
|      | Флаг Байкаловского сельского поселения Байкаловского муниципального района    | 14 апреля 2009   | 4754        |
|      | Флаг Восточного сельского поселения Камышловского муниципального района       | 13 декабря 2008  | 5030        |
|      | Флаг Галкинского сельского поселения Камышловского муниципального района      | 2 апреля 2009    | 5026        |
|      | Флаг Зареченского сельского поселения Камышловского муниципального района     | 24 апреля 2009   | 5033        |
|      | Флаг Калиновского сельского поселения Камышловского муниципального района     | 29 декабря 2008  | 4780        |
|      | Флаг Кленовского сельского поселения Нижнесергинского муниципального района   | 26 декабря 2007  | 3771        |
|      | Флаг Краснополянского сельского поселения Байкаловского муниципального района | 14 апреля 2009   | 4756        |

| Флаг | Наименование                                                                         | Дата утверждения | Номер в ГГР |
| ---- | ------------------------------------------------------------------------------------ | ---------------- | ----------- |
|      | Флаг Кузнецовского сельского поселения Таборинского муниципального района            | 29 сентября 2008 | 4421        |
|      | Флаг Ницинского сельского поселения Слободо-Туринского муниципального района         | 11 ноября 2008   | 4569        |
|      | Флаг Обуховского сельского поселения Камышловского муниципального района             | 29 декабря 2008  | 4778        |
|      | Флаг Сладковского сельского поселения Слободо-Туринского муниципального района       | 28 мая 2009      | 5011        |
|      | Флаг Слободо-Туринского сельского поселения Слободо-Туринского муниципального района | 27 февраля 2007  | 3082        |
|      | Флаг Таборинского сельского поселения Таборинского муниципального района             | 29 сентября 2008 | 4419        |
|      | Флаг Унже-Павинского сельского поселения Таборинского муниципального района          | 8 сентября 2008  | 4425        |
|      | Флаг Усть-Ницинского сельского поселения Слободо-Туринского муниципального района    | 19 сентября 2008 | 4427        |

## Упразднённые флаги
| Флаг | Наименование                          | Дата утверждения               | Дата отмены      |
| ---- | ------------------------------------- | ------------------------------ | ---------------- |
|      | Флаг Камышловского городского округа  | 24 апреля 2003 18 октября 2012 | 12 сентября 2019 |
|      | Флаг городского округа ЗАТО Свободный | 6 октября 2003                 | 28 мая 2014      |

## Флаги упразднённых МО
| Флаг | Наименование                                 | Дата утверждения | Номер в ГГР | Примечание |
| ---- | -------------------------------------------- | ---------------- | ----------- | --- |
|      | Флаг Алапаевского муниципального образования | 11 октября 2002  | 1095        | Законом Свердловской области от 9 июня 2008 года № 28-ОЗ Алапаевское муниципальное образование было разделено на муниципальное образование Алапаевское и Махнёвское муниципальное образование |